# Badia de Tòquio
La badia de Tòquio (en japonès 東京湾, Tōkyō-wan) és una badia del Japó situada al sud de la regió de Kanto, rodejada per la península de Boso, a la prefectura de Chiba, i la península de Miura, a la prefectura de Kanagawa. Els ports de Tòquio, Chiba, Kawasaki, Yokohama i Yokosuka es troben a la badia de Tòquio. Té una extensió de 249 km² de terres guanyades al mar.
A la costa est de la badia, entre Tòquio i Yokohama, es troba l'àrea industrial de Keihin, instal·lada allà des de l'era Meiji. Després de la Segona Guerra Mundial, l'àrea industrial de Keiyo es va expandir de la costa nord i est de la badia.